# Роми в Сербії

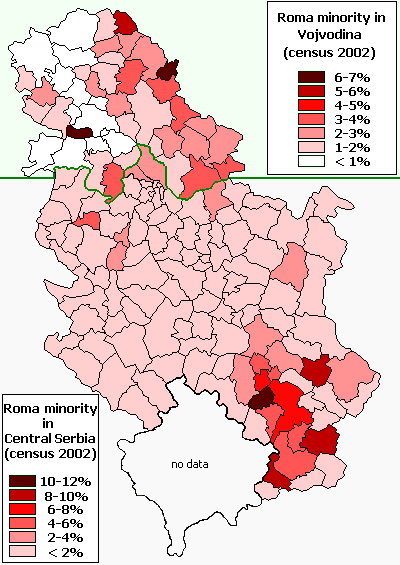
Відсоток ромської меншини в муніципалітетах Воєводини та центральної Сербії у 2002 році. років

Роми в Сербії є громадянами країни та представниками ромської національності. В мовному вживанні Сербії традиційно використовувалася термінологія «цигани», але у сучасному дискурсі ця назва розглядається як принизлива.
Під час Другої світової війни в Югославії разом із сербами та євреями вони стали жертвами нацистів.

## Поширеність

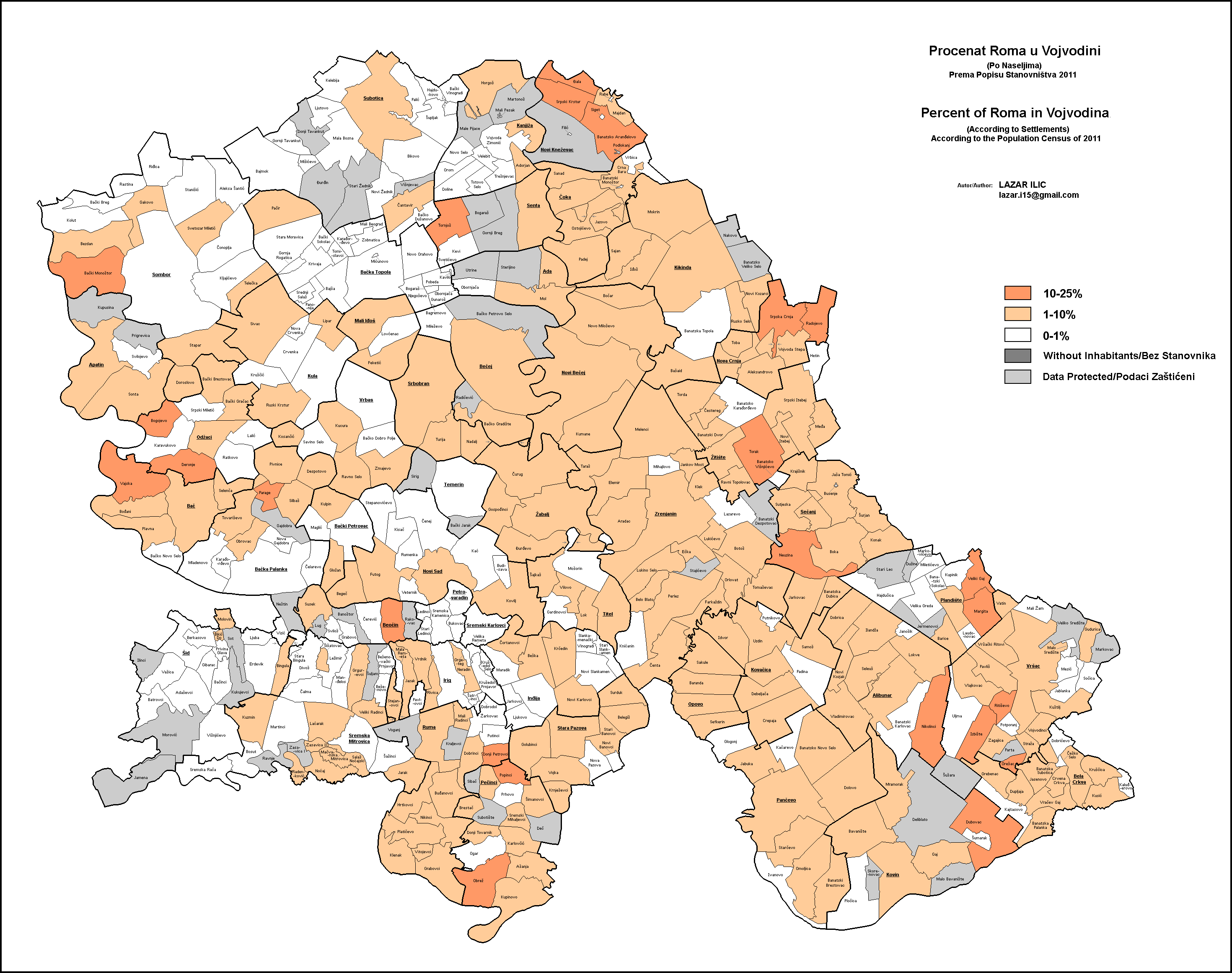
Відсоток ромів у Воєводині, за населеними пунктами, згідно з переписом 2011 року. років

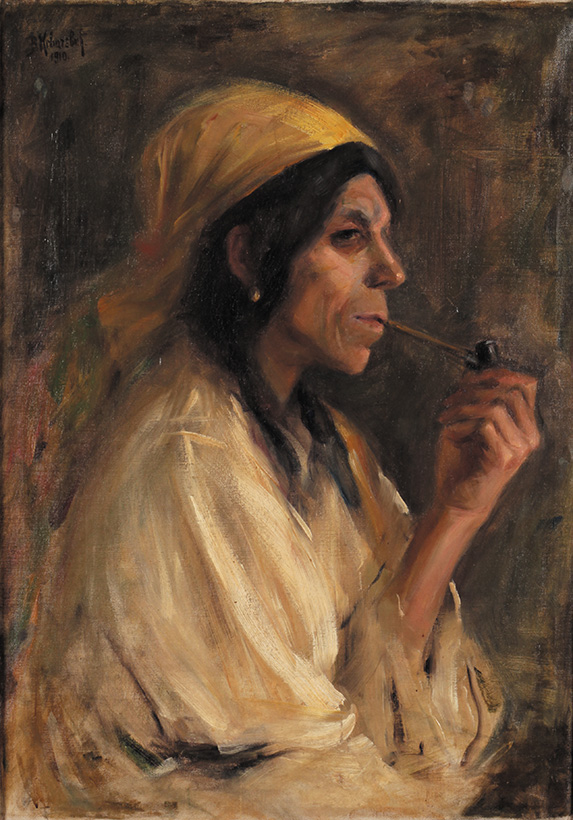
Відосава Ковачевич — циганка, 1910 р.

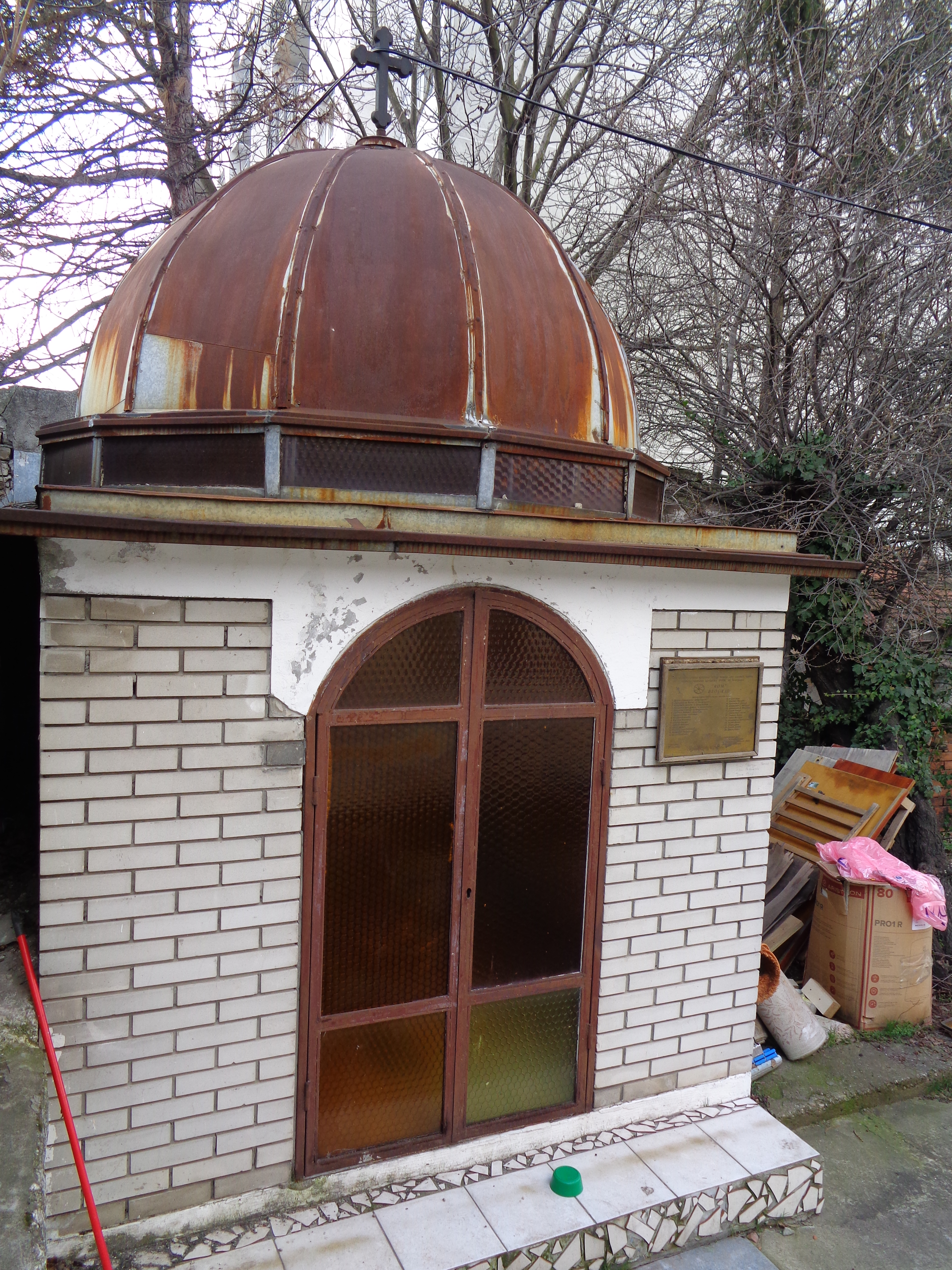
Ромська каплиця тітки Бібії в Белграді

- 2011: 147 604
- 2022: 131 936[1]